# Утакмице фудбалске репрезентације Мађарске 2025.
Овај чланак говори о утакмицама мађарске фудбалске репрезентације током 2025. године. Репрезентација у марту учествује у квалификацијама за УЕФА Лигу нација 2024/25. Жреб за квалификациону утакмицу одржан је 22. новембра 2024. године. Противник у квалификацијама је Турска. Европске квалификације за Светско првенство у фудбалу 2026. одржаће се 2025. године. Жреб квалификација за Светско првенство одржан је 13. децембра 2024. године. Тим је извучен у групу са победником четвртфиналног меча НЛ Португалија – Данска, као и са Ирском и Јерменијом. У јуну су на располагању две тренинг утакмице.

## Утакмице
Победа
  Нерешено
  Пораз
„Датуми и време су по мађарском времену, ако је време по неком другом локалном времену онда је у загради додата разлика.”
| Турска                                 | 3 : 1    | Мађарска  |
| -------------------------------------- | -------- | --------- |
| Кокчу 9’ · Актуркоглу 69’ · Кавеџи 73’ | Извештај | Шефер 25’ |

| Мађарска | 0 : 3    | Турска                                           |
| -------- | -------- | ------------------------------------------------ |
|          | Извештај | Чалханоглу 37’ (пен.) · Гулер 39’ · Бардакчи 90’ |

| Мађарска   | 0 : 2    | Шведска                                                                      |
| ---------- | -------- | ---------------------------------------------------------------------------- |
| Ж. Нађ 48’ | Извештај | Јасин Ајари 37’ 65’ · Кен Сема 40’ · Бенџамин Нигрен 49’ · Хјалмар Екдал 80’ |

| Азербејџан | 1 : 2    | Мађарска                               |
| --- | -------- | -------------------------------------- |
| Ренат Дадашов 7’ · Емин Махмудов 54’ · Турал Бајрамов 60’ · Абас Хусејнов 76’ · Кајал Алијев 84’ · Рауф Рустамли 90+6’ | Извештај | Б. Варга 5’ · Собослаи 33’ · Шефер 84’ |

| Република Ирска | v | Мађарска |
| --------------- | - | -------- |
|                 |   |          |

| Мађарска | v | Португалија или Данска |
| -------- | - | ---------------------- |
|          |   |                        |

| Мађарска | v | Јерменија |
| -------- | - | --------- |
|          |   |           |

| Португалија или Данска | v | Мађарска |
| ---------------------- | - | -------- |
|                        |   |          |

| Јерменија | v | Мађарска |
| --------- | - | -------- |
|           |   |          |

| Мађарска | v | Република Ирска |
| -------- | - | --------------- |
|          |   |                 |

## Голгетери у 2025.
| Домаћин · 2022 — 2025 | Гост · 2022 — 2025 |

| - Андреас Шефер - Жолт Нађ - Доминик Собослаи - Барнабаш Варга |